# Kurrokvejk
Kurrokvejk is een gehucht binnen de Zweedse gemeente Arjeplog. Het is gelegen aan de Zweedse weg 609 tussen Arjeplog en Slagnäs. Het dorp ligt op een voormalig eiland tussen het Uddjaure en een randmeer daarvan, het eiland is door wegen inmiddels verworden tot een schiereiland. De Zweden kwamen hier ongeveer midden 18e eeuw vanuit Kasker.
Bestuurscentrum: Arjeplog (tätort)
Småort: Laisvall · Slagnäs
Overig: Adolfström · Gautosjö · Hällbacken · Jäkkvik · Kasker · Kurrokvejk · Laisvall by · Luokta-Mavas · Maskaur · Mellanström · Miekak · Örnvik · Racksund · Semisjaur-Njarg · Ståkke · Svaipa · Tjärnberg · Västra Kikkejaur